# إيغون فيشر
إيغون فيشر (بالدنماركية: Egon Fischer)‏ هو نحات دنماركي، ولد في 23 أكتوبر 1935 في كوبنهاغن في الدنمارك، وتوفي في 28 يناير 2016.